# Œting
Œting là một xã trong vùng Grand Est, thuộc tỉnh Moselle, quận Forbach, tổng Behren-lès-Forbach. Tọa độ địa lý của xã là 49° 10' vĩ độ bắc, 6° 55' kinh độ đông. Œting nằm trên độ cao trung bình là 386 mét trên mực nước biển, có điểm thấp nhất là 218 mét và điểm cao nhất là 387 mét. Xã có diện tích 4,39 km², dân số vào thời điểm 1999 là 1865 người; mật độ dân số là 425 người/km².

## Thông tin nhân khẩu
| 1962  | 1968  | 1975  | 1982  | 1990  | 1999  |
| ----- | ----- | ----- | ----- | ----- | ----- |
| 1 084 | 1 262 | 1 489 | 1 670 | 1 920 | 1 865 |